# 夜顔 (映画)
『夜顔』（よるがお、フランス語: Belle toujours 「つねに美女」の意）は、2006年（平成18年）製作、2007年（平成19年）公開のポルトガル・フランス合作映画である。ルイス・ブニュエル監督の『昼顔』（1967年）の約40年ぶりの「続篇」であるが、マノエル・デ・オリヴェイラのオリジナルシナリオによる監督作品である。

## 略歴・概要
ジョゼフ・ケッセルが1929年（昭和4年）に発表した同名小説を原作に1967年（昭和42年）にルイス・ブニュエルが監督した映画『昼顔』から40年が経過した世界で、アンリ・ユッソンとセヴリーヌ・セリジが再会する物語を描く。アンリ役は前作同様ミシェル・ピコリ、セヴリーヌ役は前作のカトリーヌ・ドヌーヴよりも4歳年長のビュル・オジエが演じている。
本作は、2006年（平成18年）に製作・完成し、同年9月にサン・セバスティアン国際映画祭、第63回ヴェネツィア国際映画祭等の各映画祭で上映され、翌2007年（平成19年）4月11日のフランスでの公開を皮切りに、日本でも同年12月15日には公開されている。同年、ミシェル・ピコリがヨーロッパ映画賞最優秀男優賞、翌2008年（平成20年）、ポルトガルゴールデングローブ賞（Golden Globes, Portugal）の最優秀作品賞にそれぞれノミネートされた。

## キャスト
- ミシェル・ピコリ - アンリ・ユッソン
- ビュル・オジエ - セヴリーヌ・セリジ
- リカルド・トレパ - バーテン
- レオノール・バルダック - 若い娼婦
- ジュリア・ブイセル - 年増の娼婦
- ブノワ・グルレ - コンシエルジュ
- イヴ・ブルトン - 館の主人